# スーパーマンパンチ

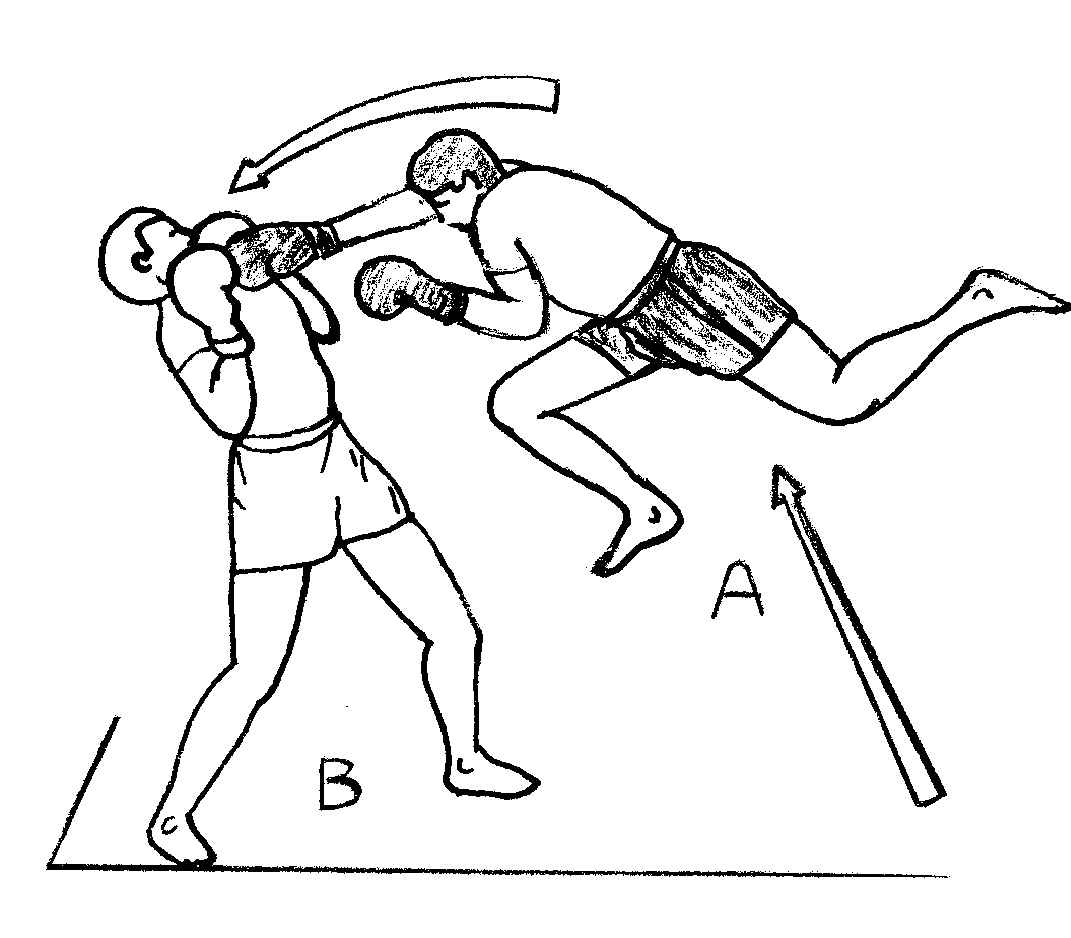
スーパーマンパンチ

スーパーマンパンチとは、キックボクシングや総合格闘技で使用されるパンチの一種。ボクシングではあまり使用されない（後述）。

## 概要
- 名前の由来は、アメリカンコミックのスーパーヒーロー『スーパーマン』の主人公が、片手を突き出して空を飛ぶ姿とこのパンチを放ったポーズが似ていることから名付けられた。
- 右構えのオーソドックスの選手が打つ場合、右足を上げて飛び込みながら右フックや右ストレートを打つ。パンチを当てる時には、右足は後方に振り下げることが多い。
- 右足を上げるのは、キックのフェイントも含まれている。このため、蹴りを使用しない、飛び込むほどの距離をあけない、足を上げることのないボクシングでスーパーマンパンチが使用されることは少ない。ボクシングでは近いパンチとしてジョルトブローがある。
- テレフォンパンチで打つ、両足で踏ん張る力をパンチに伝えるのではなく跳躍力を使う、キックとパンチは対角線上に打つ（例：右パンチ～左キック、左キック～右パンチ）という一般的なパンチ、キックのセオリーとは全く異なる奇襲技の部類に入るが、動作が大きいぶんヒットすると効果は大きいので近年では多用されるパンチである。
- アラン・ベルチャーはUFC100で秋山成勲と対戦し、金網を蹴ってスーパーマンパンチを放ったが、距離が遠くて不発に終わった。ジョゼ・アルドもUFC156にてフランク・エドガーに対して同じように使用しヒットはしたもののバックステップで距離を取られたためKOには至らなかった。UFCのルール上、これは合法になる。
- UFC130にてトラヴィス・ブラウンがステファン・ストルーフェに対して使用し、KO勝ちしている。
- Bellator 139にて加藤久輝が左スーパーマンパンチでKO勝ちを収めた。

## 得意にしている選手
- ジョルジュ・サンピエール
- チアゴ・アウベス
- 廣田瑞人
- ロマン・レインズ